# کوه ماتیاس
کوه ماتیاس (به انگلیسی: Mount Mathias) یک قله و کوه در ایالات متحده آمریکا است که در شهرستان جفرسون، واشینگتن واقع شده‌است. کوه ماتیاس ۲٬۱۸۱٫۱۸ متر بالاتر از سطح دریا واقع شده‌است.